# 柳超
柳 超（りゅう ちょう、Liu Chao、リウ・チャオ、1987年9月7日 - ）は、中国のサッカー選手。ポジションはミッドフィールダー。2010年にリトアニアのAリーガに所属するFKスードゥヴァ・マリヤンポレへと移籍し、中国で初めてリトアニアのチームでプレーしたサッカー選手となった。現在は中国サッカー・甲級リーグの上海申鑫に所属する。

## 経歴
2005年に当時乙級リーグに参加していた安徽九方でプロデビューし、2007年には同じ乙級リーグに所属していた天津松江に移籍する。2009年に当時超級リーグに所属していた深圳上清飲（現在の深圳紅鑽）へレンタル移籍し、超級リーグデビューを果たすと4月4日には超級リーグ初ゴールを挙げる。この活躍により、翌年リトアニアリーグに所属するFKスードゥヴァ・マリヤンポレへ4月に移籍、3日後にはゴールを挙げた。2011年2月14日、深圳紅鑽と三年契約を結んで超級リーグに復帰した。2012年、瀋陽瀋北に移籍した。2015年3月5日、湖南湘涛足球倶楽部に移籍した。2016年1月14日、上海申鑫に移籍した。